# Самария (ущелье)
Самари́йское уще́лье (греч. Φαράγγι της Σαμαριάς), также Национальный парк «Самария» — крупнейшее ущелье в Европе, расположено в горах Лефка-Ори на юго-западной оконечности Крита, в общине (диме) Сфакион в периферийной единице Ханье в периферии Крит. Одна из наиболее известных достопримечательностей Крита. Длина ущелья около 13 километров, а ширина колеблется от 3,5 до 300 метров. После прохождения контроля в конце ущелья необходимо преодолеть еще 3 километра до деревни Айия-Румели.
Название ущелье получило от имени византийской церкви Преподобной Марии XIV века (греч. Οσία Μαρία). Церковь находится чуть ниже бывшей деревни Самария (примерно посередине пути).

## История
Ущелье Самария было заселено ещё до нашей эры. Тут найдены остатки храмов, посвященных, предположительно, Аполлону и Артемиде. В VI веке до н. э. в конце ущелья был построен город Тара (Τάρρα). Небольшой, однако автономный и широко известный, чеканивший свою монету. На монетах изображались: с одной стороны — голова дикой козы, а с другой — пчела. Речка, текущая вдоль ущелья, называлась Тареос и ущелье, вероятно, имело это же название. Об ущелье у города Тара упоминают древние авторы Диодор Сицилийский, Секлиот, Плиний Старший и другие. Своего расцвета город достиг во времена римского владычества.
В годы турецкого ига в ущелье скрывались от резни жители Сфакии и других областей. В жестоких сражениях сфакийцы сохранили ущелье от вторжения турок.
В период диктатуры Метаксаса (1935—1940) в этих местах нашёл убежище революционный генерал Эммануил Мандакас с соратниками.
Во время гражданской войны в Греции в ущелье скрывались левые повстанцы, вплоть до июня 1948 года, когда, в одной из деревень они были окружены отрядом солдат и полицейских, и после тяжёлого боя были уничтожены. Во Вторую мировую войну через ущелье пролёг маршрут эмигрировавшего в Египет греческого правительства. Во время немецкой оккупации здесь был лагерь борцов Сопротивления.
В 1962 году ущелье получило статус национального парка.Тогда же из деревни Самария переселили жителей. Заповедник занимает площадь 4850 га. В конце ущелья на берегу моря расположена деревня Айия-Румели.

## Национальный парк

### Флора и фауна
Цель создания национального парка — защита уникальной природы Лефка-Ори и особенно эндемической критской горной козы кри-кри (Capra aegagrus creticus). Помимо кри-кри, в ущелье обитают и другие редкие виды животных и птиц. Это дикая кошка (в настоящее время крайне немногочисленна), различные виды орлов, куницы, барсуки.
Среди растений в ущелье также встречаются критские эндемики. Это, например, диктамос, или эрондас и критский кипарис. Другие представители флоры ущелья: различные виды сосны, платаны, дуб каменный, клён критский, эбеновое дерево и множество других.

### Туризм

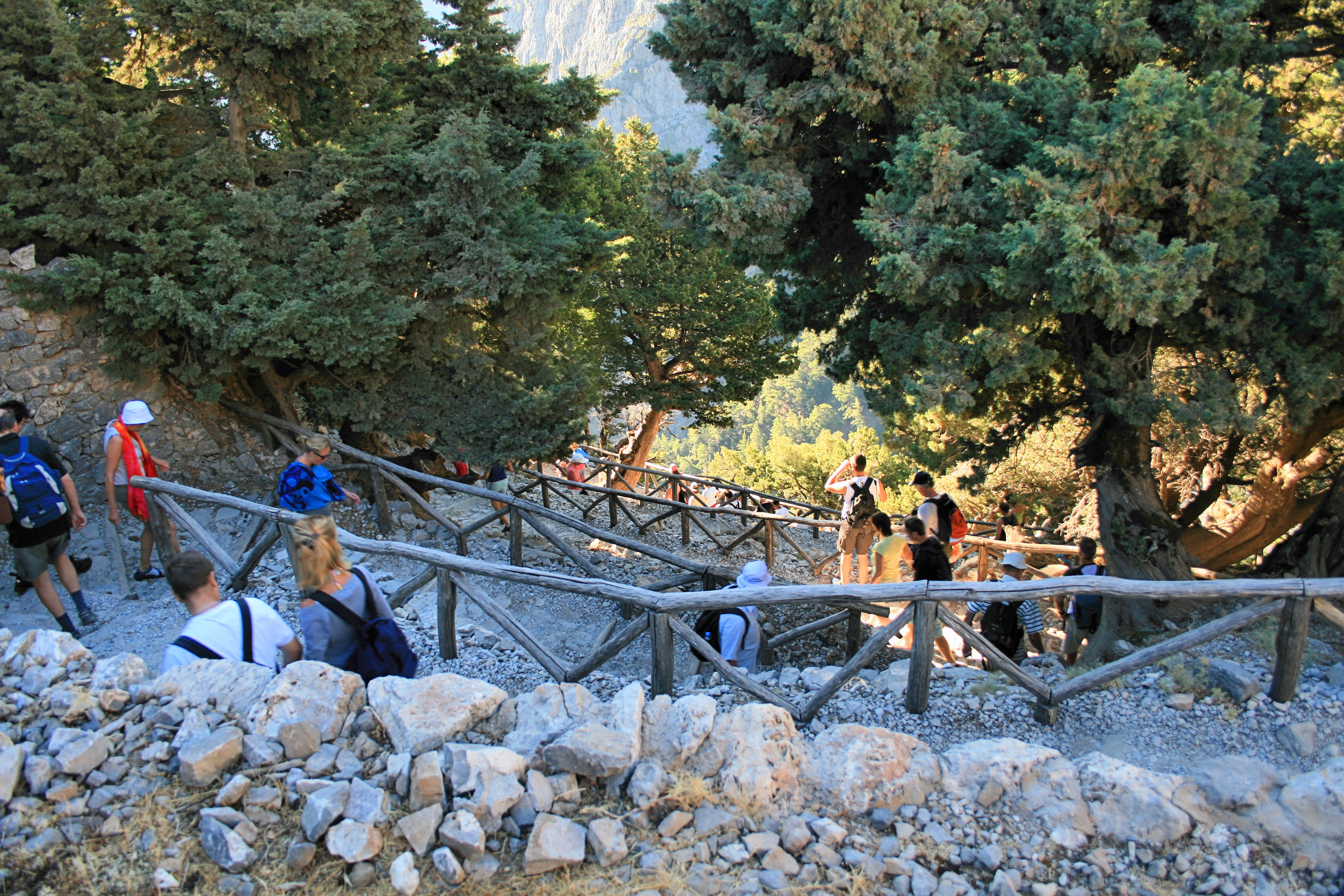
Спуск в ущелье

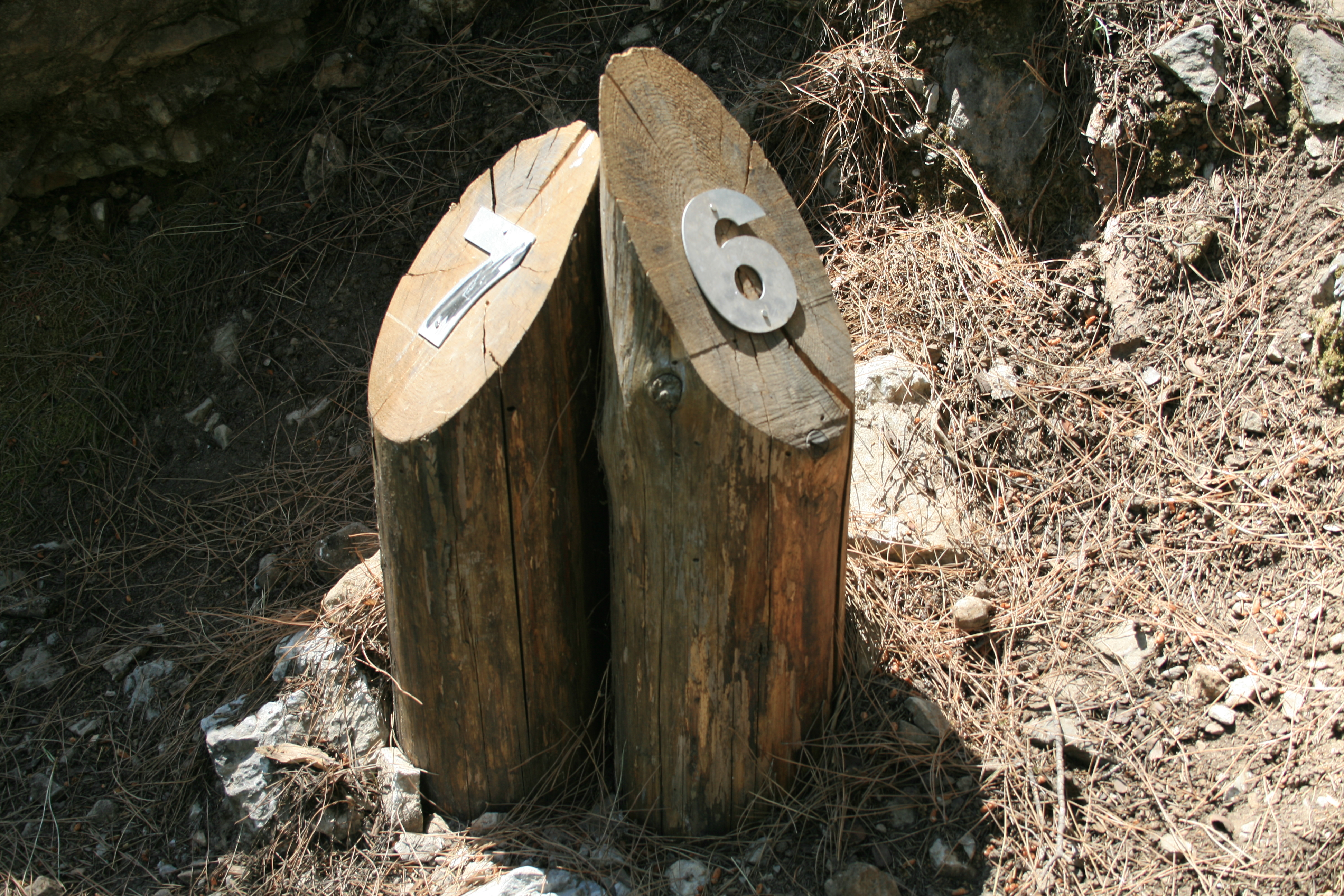
Километровый знак

Начиная с 1931 года, отделение Греческого альпинистского общества в городе Ханья организовывало провод по ущелью туристических групп. С 1962 года, с момента образования национального парка, походы приобретают более систематический характер, а в 1969 году, начались первые продажи туров в ущелье турагентствами. С начала 2000 по ущелью проходит в год 200 000 путешественников.
В некоторые дни на тропе может быть до 3000 человек одновременно. Избежать пробок можно, если отправиться в ущелье рано утром. Лучшее время в заповеднике — весна. Летом в ущелье очень жарко.
Вход в национальный парк расположен в 5 километрах от деревни Омалос. Туристический маршрут начинается на высоте 1250 метров над уровнем моря по тропе с деревянными ограждениями, проложенной по склону горы. Вся длина ущелья составляет 12,8 километров (часто фигурирует цифра 18 — расстояние от поселения Омалос до Айия-Румели). Пеший проход занимает 4—6 часов. Неподготовленному человеку следует быть готовому к болезненному ощущению в голенях после спуска по «ступенькам». После спуска тропа идёт вдоль русла реки, которая летом практически пересыхает, поток воды периодически скрыт камнями. Горные вершины, возвышающиеся над ущельем, достигают высоты 2000 метров. Вся тропа размечена километровыми знаками, вдоль маршрута оборудованы места для отдыха, туалеты и источники с питьевой водой, а также противопожарное оборудование. Маршрут патрулируется сотрудниками лесничества на мулах.
В ущелье (прямо на маршруте и в стороне от него) есть несколько старинных церквей: церковь Святого Николая (построена на месте античного храма Аполлона или Артемиды), церковь Христа, церковь Преподобной Марии Египетской (давшая название деревне Самарья и ущелью. Постройка датируется XII—XIII веками, на одной из стен различима надпись «1379», фрески датированы 1740 годом). Некоторые из храмов открыты для посещения.

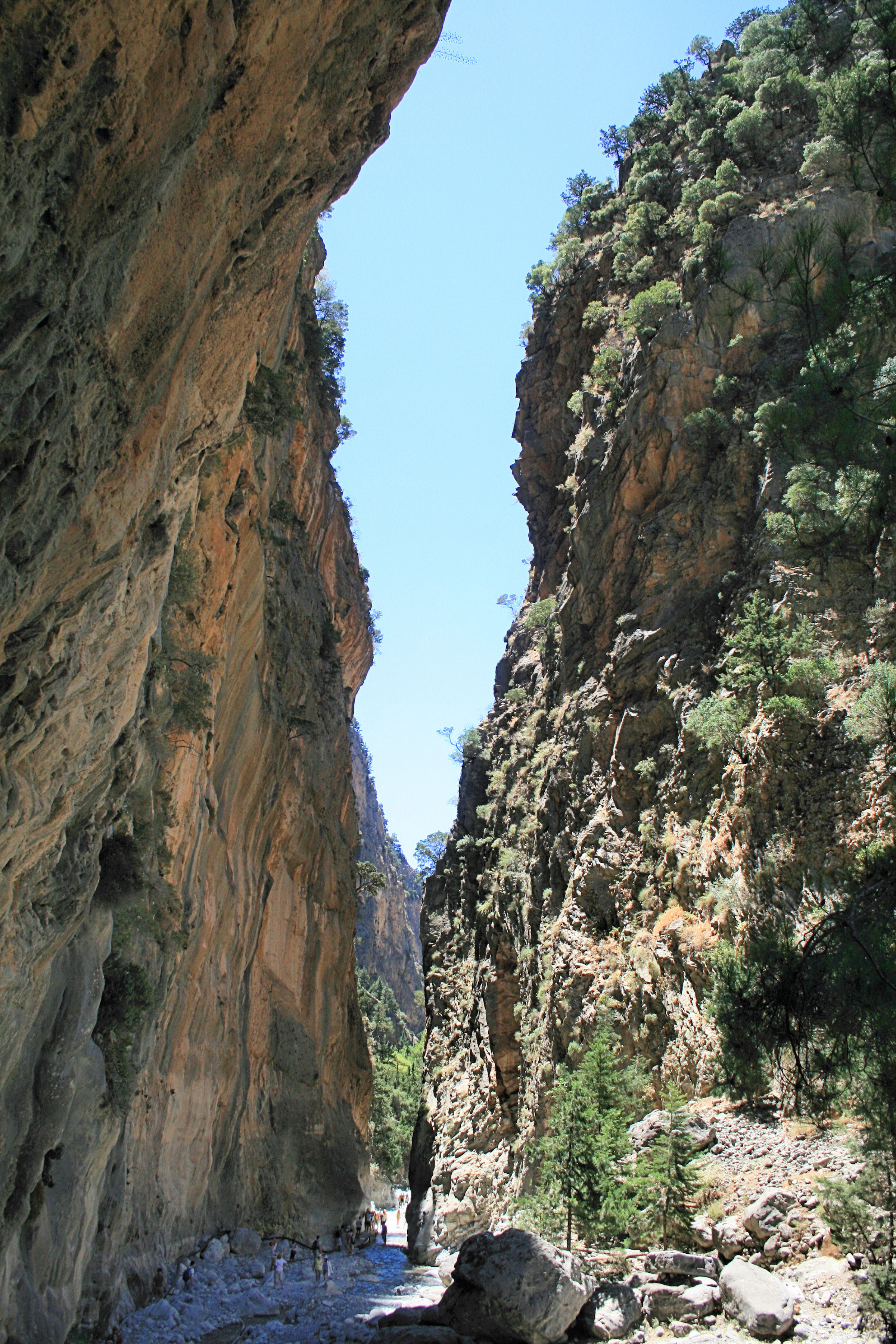
Теснина Портес

Примерно в середине пути расположены отреставрированные традиционные критские домики бывшей деревни Самария (жителей из неё переселили в 1962 году). В деревне есть телефон, пост лесной охраны, аптека, вертолётная площадка и несколько мулов, на случай проблем у туристов.
Самая узкая часть ущелья, теснина Портес (Ворота), находится приблизительно в 4 километрах от деревни Самария. Проход между отвесными скалами имеет в ширину около 4 метров, а в высоту скалы достигают 350 метров.
Выход из ущелья расположен в 3 километрах от моря, в районе деревни Айия-Румели. От причала в деревне туристов забирает паром, идущий до Хора-Сфакиона, Палеохоры или Суйи — в эти населённые пункты проложены автомобильные дороги, тогда как из Айия-Румели можно уехать только водным транспортом или пройти ущелье пешком в обратном направлении, что довольно тяжело. В Айия-Румели есть гостиница, пансион и несколько таверн..
Зимой и весной во время проливных дождей по дну ущелья бежит бурный поток воды, со стен срываются камни. В это время национальный парк закрыт для туристов. Ночёвки в ущелье запрещены круглогодично. Вход на маршрут платный (5 евро в ценах 2017 года, дети до 12 лет бесплатно), пункты контроля на входе и выходе из ущелья позволяют определить оставшихся в ущелье для их же безопасности. Вернуться можно через любой пункт, поэтому билет на корабль (11 евро в ценах 2017 года) в цену не входит. Маршрут по сложности прохождения, окружающим пейзажам и способам прохождения и доставки туристов (автомобиль — пеший спуск — корабль) напоминает ущелье Маска на Тенерифе..

## Галерея

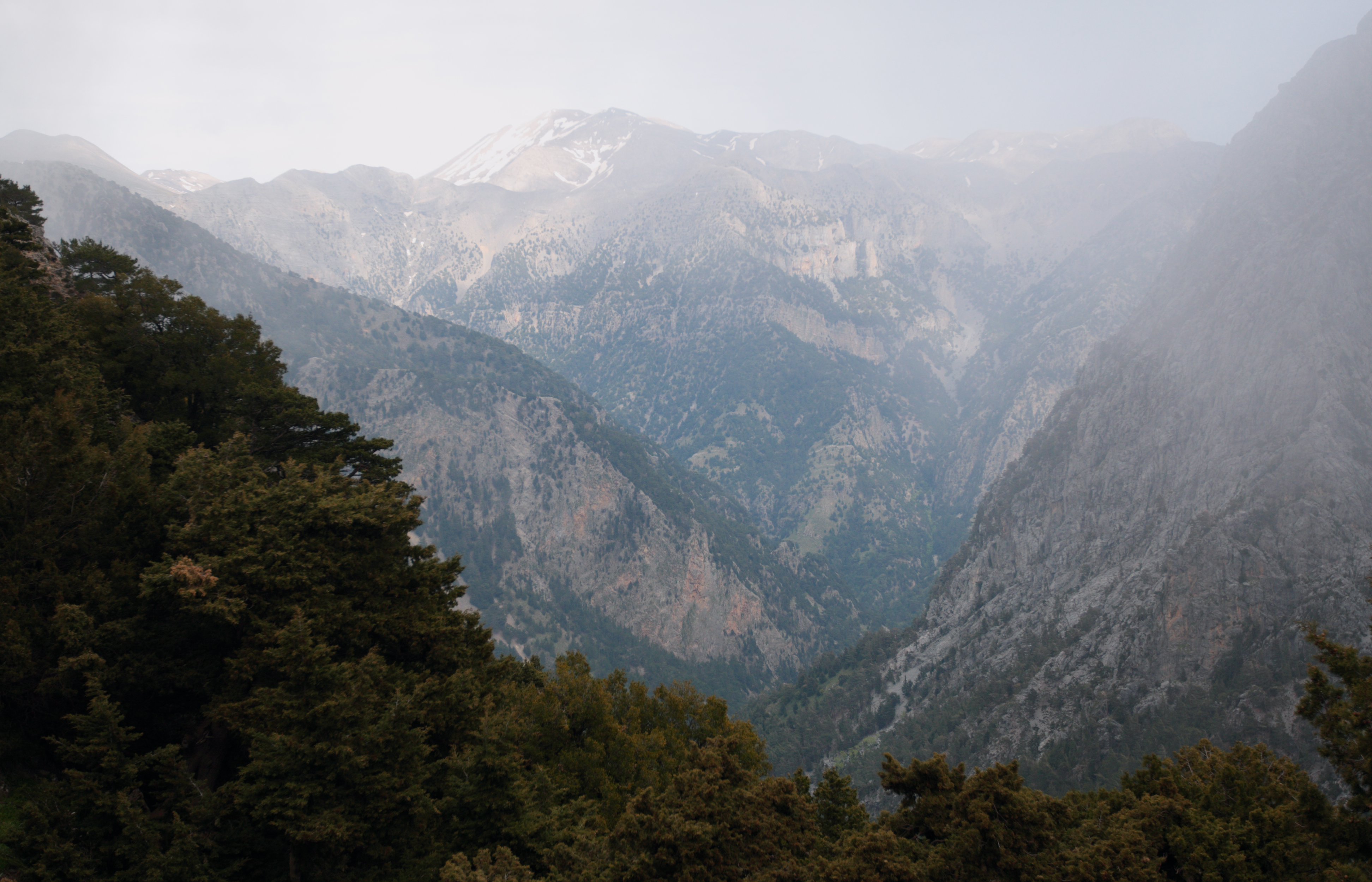
Вид на Самарийское ущелье со стороны Ксилоскало (Ξυλόσκαλο)
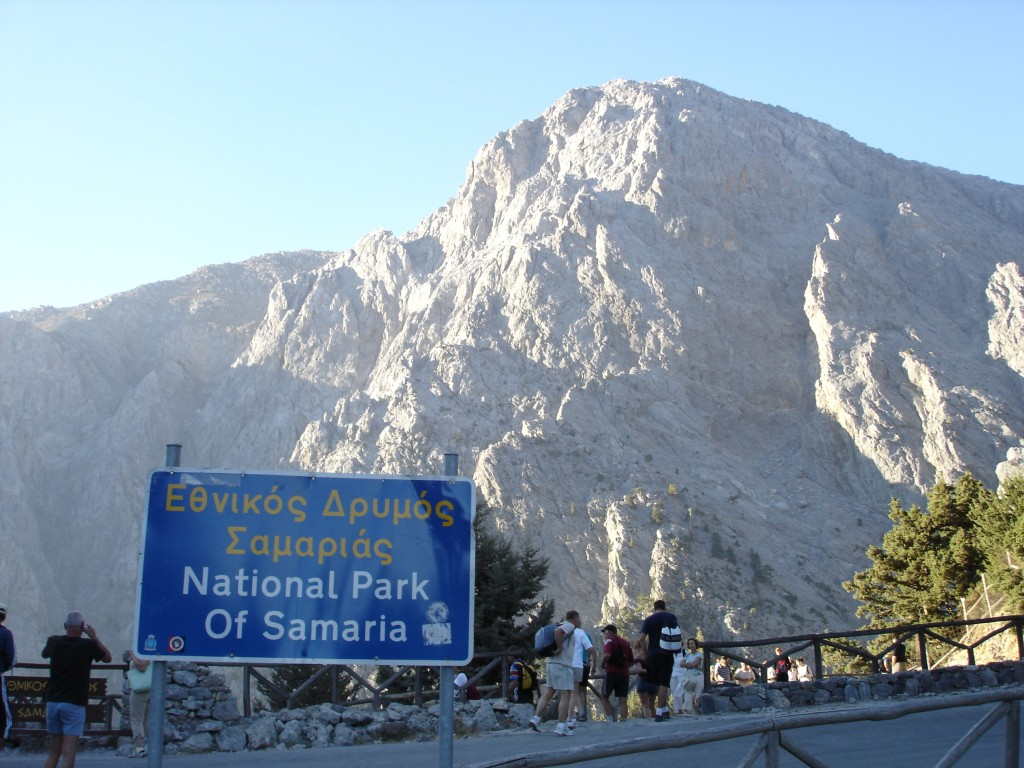
Вход в национальный парк
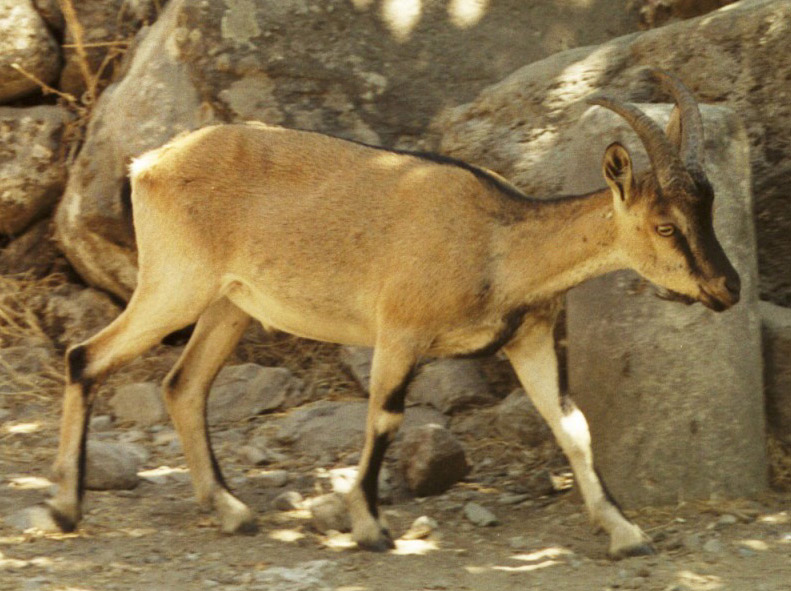
Горный козёл «кри-кри», эндемик Крита
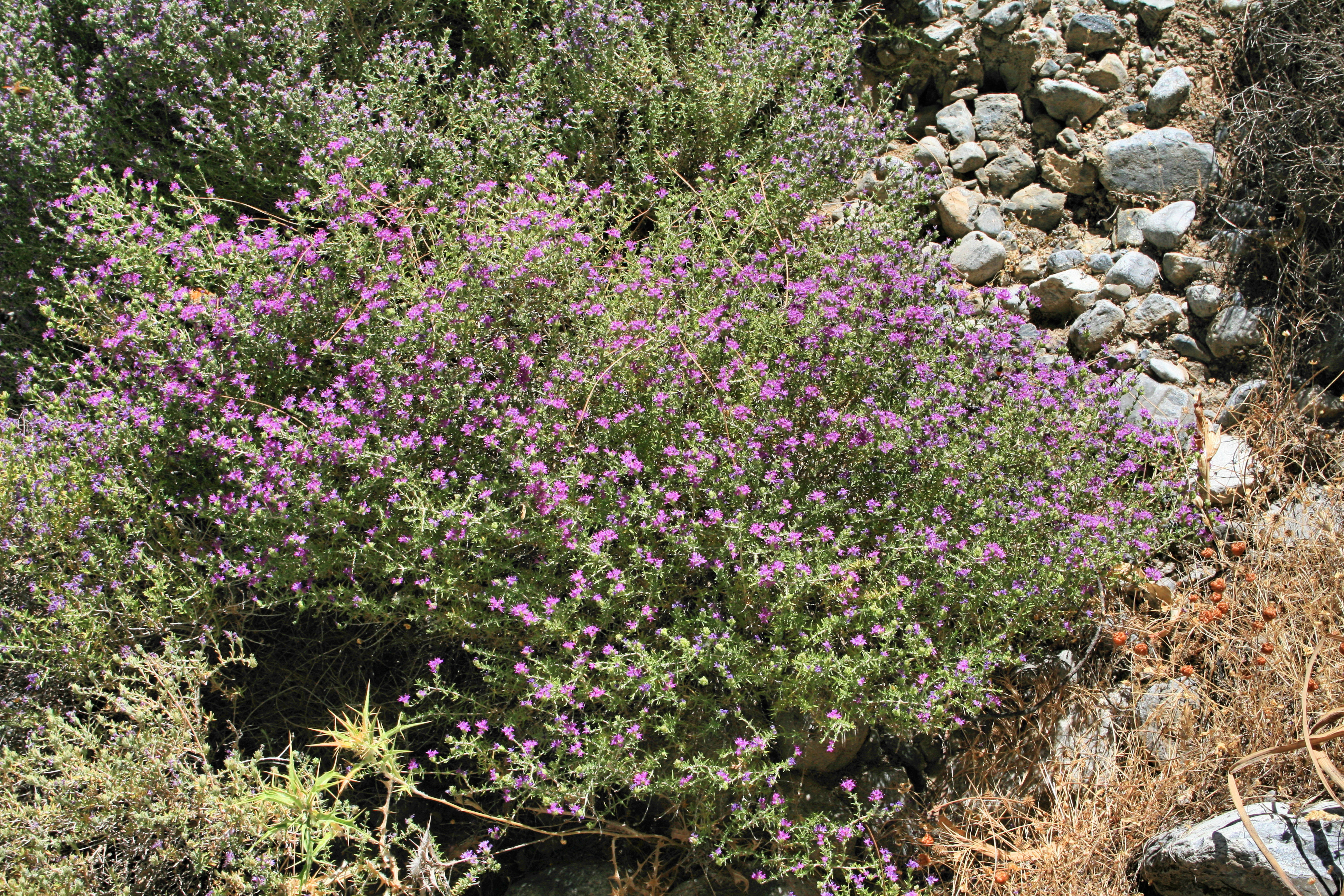
Тимьян Thymus capitatus, одно из растений произрастающих в ущелье
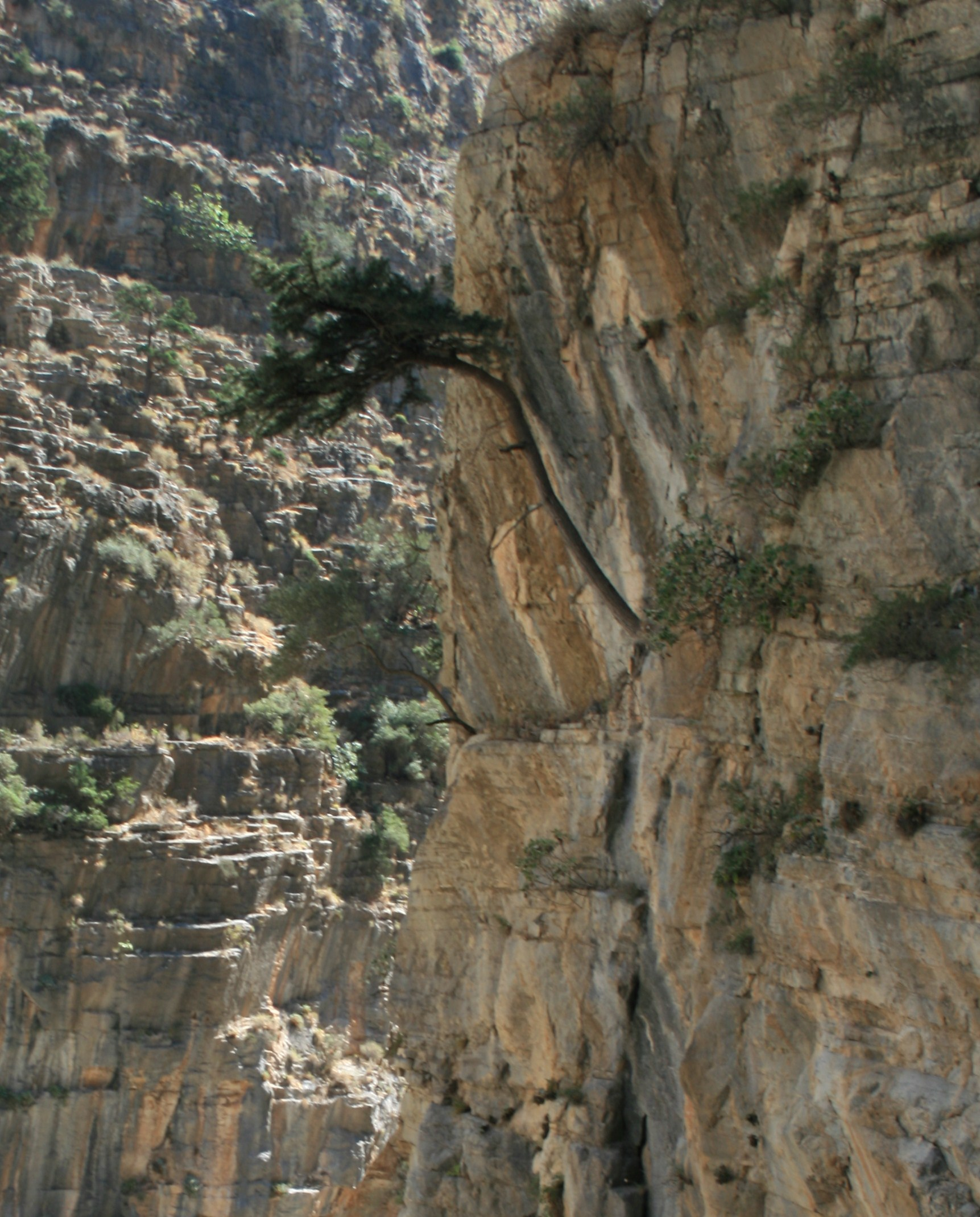
Растущая на отвесной скале сосна
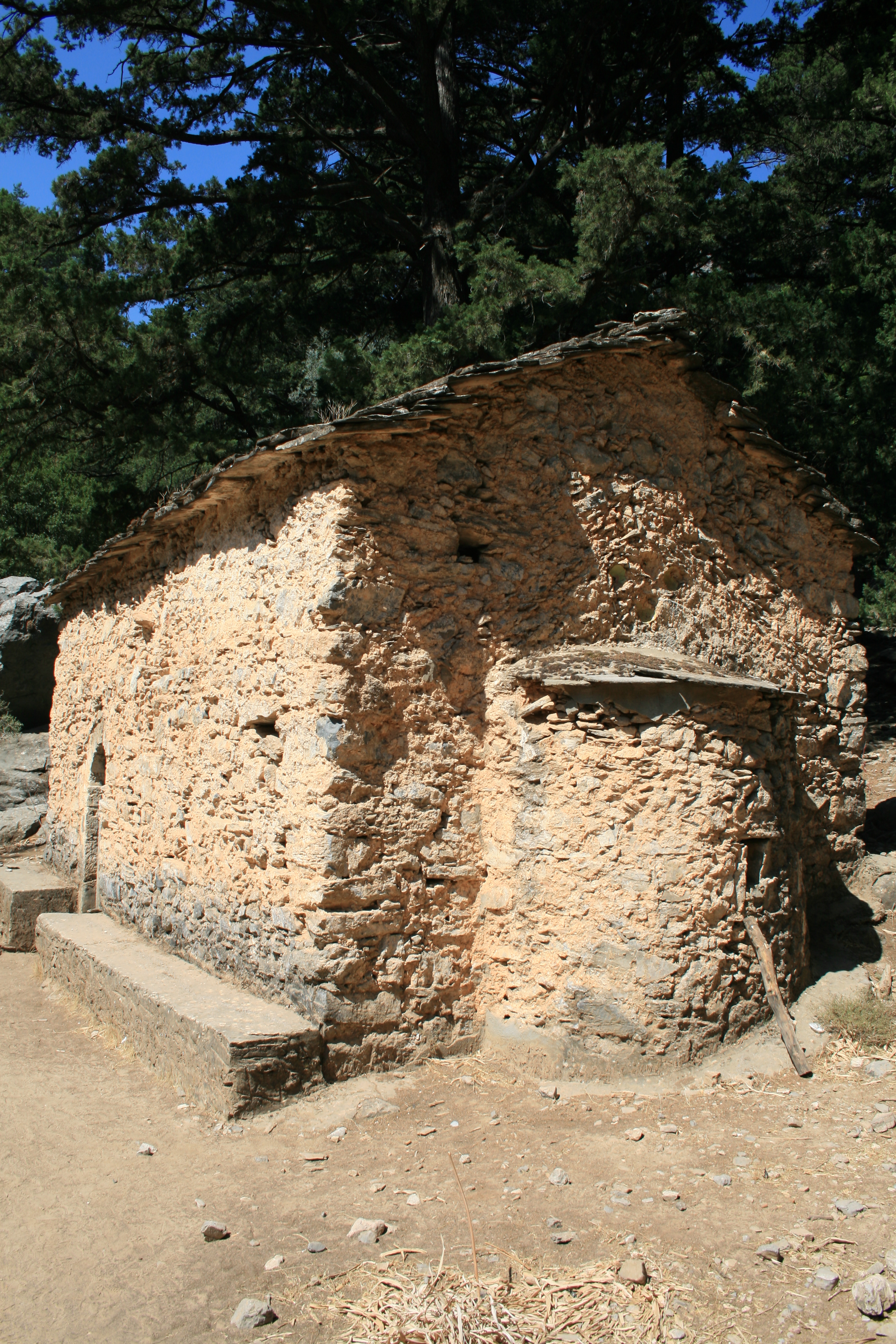
Церковь Святого Николая, расположенная в ущелье
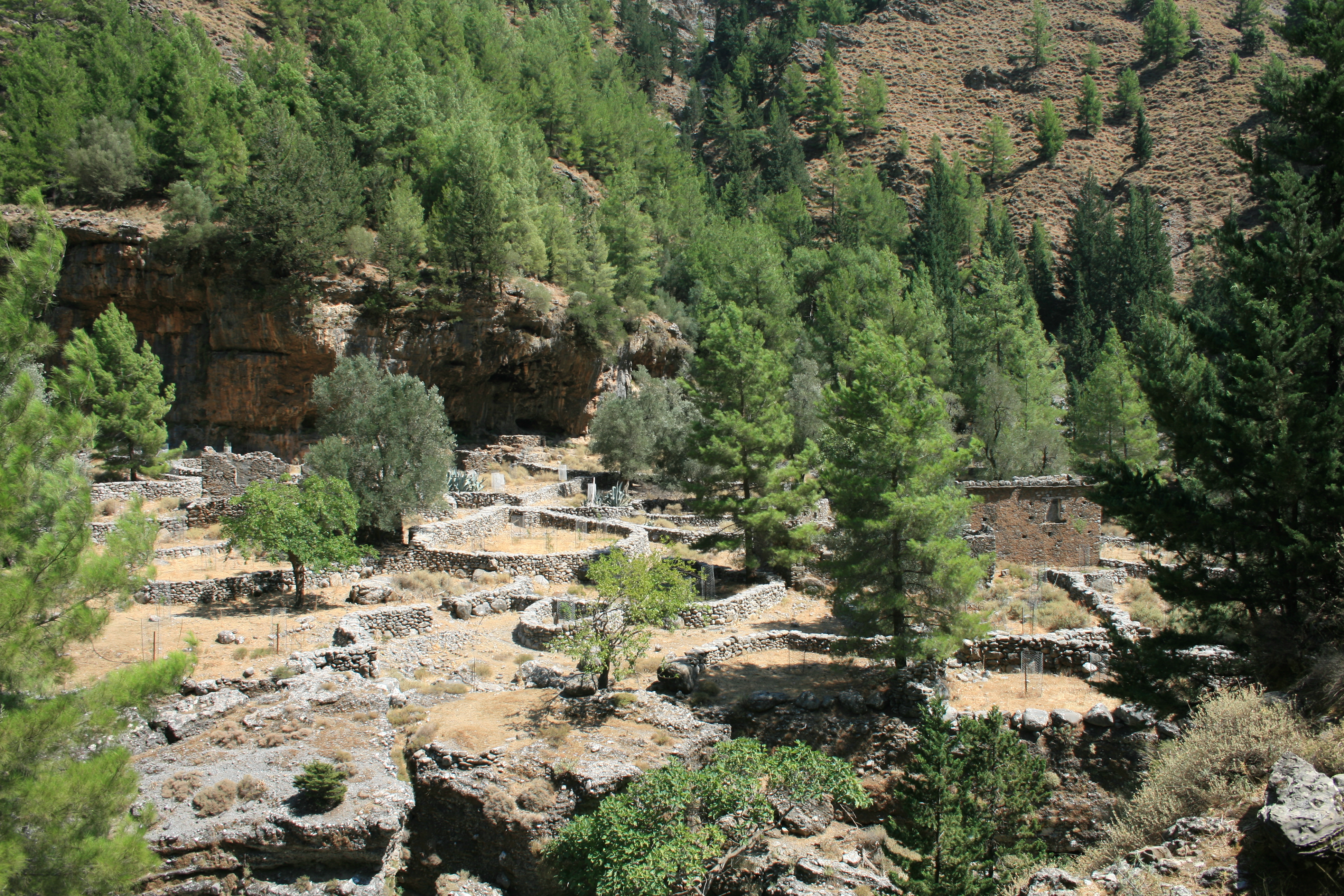
Руины построек деревни Самария
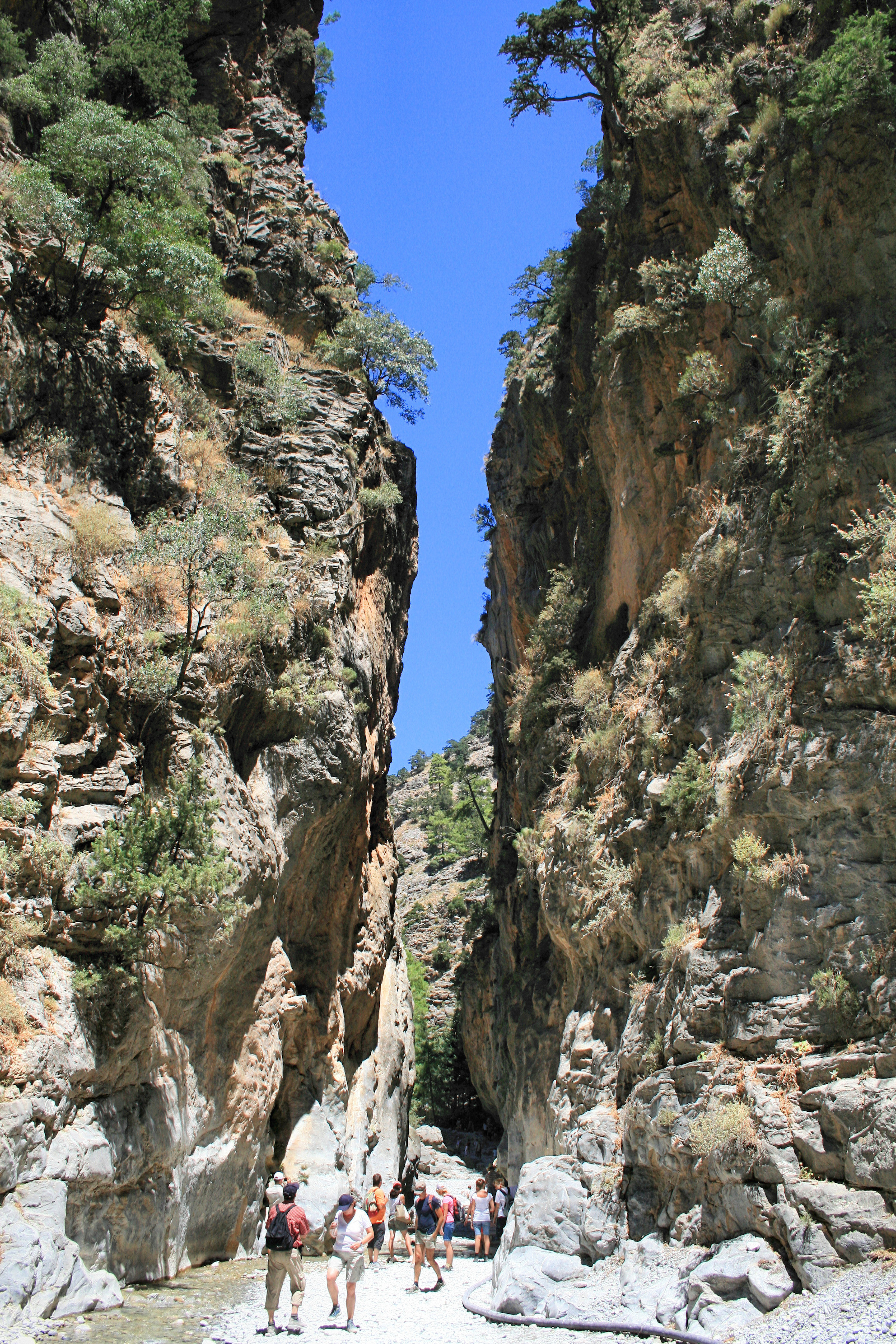
Скалы